# Ченек Хароус
Ченек Хароус (чеськ. Čeněk Charous, 9 квітня 1899, Млада-Вожице — 20 листопада 1955, Прага) — чеський письменник-фантаст, автор книг для дітей та молоді, учитель. Під псевдонімом Р. В. Фаухар він писав науково-фантастичні твори разом із Рудольфом Фаукнером.

## Біографія
Ченек Хароус народився в містечку Млада-Вожице. Після здобуття середньої освіти він навчався на учительських курсах у Празі до 1917 року. Після закінчення навчання Хароус до 1927 року вчителював у низці початкових шкіл неподалік Праги, а до 1931 року в середніх школах двох празьких дільниць. З 1932 року він працював у школі для хлопців «На Пражачце» у празькому районі Подолі. Одночасно він займався літературною діяльністю, є автором низки пригодницьких і пізнавальних творів для молоді, книг спортивної та військової тематики, а також книжок про тварин. Після Другої світової війни Ченек Хароус разом із Рудольфом Фаукнером під псевдонімом Р. В. Фаухар написав кілька науково-фантастичних романів, ставши таким чином одним із перших чеських письменників-фантастів. З 1921 року його дружиною була Марія Хароусова-Гардавська, яка також була письменницею.

### Твори, написані самостійно
- Друг Малечека (чеськ. Malečkův kamarád, 1935)
- Учимося літати (чеськ. Učme se létat ,1937)
- Хлопці за кермом (чеськ. Chlapci za volantem, 1937).
- Погоня за Маврикієм (чеськ. Honba za Mauriciem, 1937)
- Жижковський клуб нерозлучних (чеськ. Žižkovský klub nerozlučných, 1938)
- Із життя тварин у Празькому зоопарку (чеськ. Ze života zvířat v Pražské zoo, 1938)
- Захистимо свою батьківщину (чеськ. Braňme svou vlast, 1938)
- Армія — сторож республіки (чеськ. Armáda-stráž republiky, 1938).
- Незнаний герой (чеськ. Neznámý hrdina, 1939).
- Хлопець із моральними принципами (чеськ. Přijme se mravný hoch, 1940)
- Від старту до фінішу, незважаючи на перешкоди (чеськ. Od startu k cíli po rovině i přes překážky, 1947)
- Мисливські пригоди з цілого світу (чеськ. Lovecká dobrodružství z celého světa, 1947)
- Світ наших тварин (чеськ. Svět našich zvířat, 1948)
- Змовники зламаного меча (чеськ. Spiklenci zlomeného meče, 1948)

### Твори під псевдонімом Р.В.Фаухар, написані у співавторстві
Ці романи, написані у співавторстві з Рудольфом Фаукнером, стали одними з перших чеських науково-фантастичних романів. Вони відначаються надміром технічних деталей, описом різних неймовірних змов, а також вірою в комуністичне майбутнє.
- Гімалайський тунель (чеськ. Himalajský tunel, 1946), роман описує спробу зробити залізничний тунель у Гімалаях під керівництвом радянського лейтенанта Богутіна, причому будівельникам доводиться битися з реакційними і фашистськими групами.
- Вирівняний глобус (чеськ. Narovnaná zeměkoule, 1946), роман про спроби випрямить вісь Землі за допомогою контрольованих атомних вибухів, після чого б на Землі встановився більш благоприємний клімат.
- Таємниця 2345 року (чеськ. Záhada roku 2345, 1946), нова версія роману «Гілл Фокс».
- Хто такий Саттрех? (чеськ. Kdo byl Sattrech?, 1947), роман з детективним сюжетом, що описує спроби контрабанди радянської атомної зброї.
- Урал-уран-235 (чеськ. Ural-uran 235, 1947), роман про дослідження на Уралі з мирного використання атомної енергії, яким хочуть завадити шпигуни із капіталістичних країн.

### Наукові твори
- Диктанти для шкіл I и II ступеня (чеськ. Diktáty pro školy I. a II. stupně, 1945), разом із дружиною Марія Хароусовою-Гардавською
- Чеський правопис (чеськ. Český pravopis, 1956)